# Double Door
Double Door is een Amerikaanse dramafilm uit 1934 onder regie van Charles Vidor.

## Verhaal
Victoria van Brett is een rijke oude vrijster, die zowel het familiefortuin als de levens van haar jongere zus Caroline en haar halfbroer Rip controleert. Als Rip wil trouwen met de verpleegster Anne Darrow, wendt Victoria al haar krachten aan om een stokje te steken voor het huwelijk. Ze denkt namelijk dat Anne alleen maar uit is op het familiefortuin.

## Rolverdeling
| Acteur           | Personage          |
| ---------------- | ------------------ |
| Evelyn Venable   | Anne Darrow        |
| Mary Morris      | Victoria van Brett |
| Anne Revere      | Caroline van Brett |
| Kent Taylor      | Rip van Brett      |
| Guy Standing     | Mortimer Neff      |
| Colin Tapley     | Dr. John Lucas     |
| Virginia Howell  | Avery              |
| Halliwell Hobbes | Mijnheer Chase     |
| Frank Dawson     | Telson             |
| Helen Shipman    | Louise             |
| Leonard Carey    | William            |